# 켄트라칸투스과
켄트라칸투스과(Centracanthidae)는 도미목에 속하는 조기어류과의 하나이다. 농어목으로 분류하기도 한다. 동대서양과 지중해에서 발견된다. 학명은 "뾰족한 끝"을 의미하는 그리스어 "켄트론"(kentron)과 "가시"를 의미하는 "아칸타"(akantha)의 합성어에서 유래했다. 도미과에 포함하여 분류하기도 한다.

## 하위 분류
- 켄트라칸투스속 (Centracanthus)
- 스피카라속 (Spicara)